# Love, Charlie
Love, Charlie é o sexto álbum de estúdio do cantor americano Charlie Wilson . Foi lançado em 25 de janeiro de 2013 pela RCA Records . O álbum estreou em 4º lugar na Billboard 200 dos Estados Unidos e no topo do Top R & B / Hip-Hop Albums, vendendo 44.000 cópias na primeira semana. Em janeiro de 2015, o álbum vendeu 211.000 cópias nos Estados Unidos.
| N.º            | Título                       | Duração |  |
| 1.             | "If I Believe"               |         |  |
| 2.             | "I Still Have You"           |         |  |
| 3.             | "I Think I'm in Love"        |         |  |
| 4.             | "My Love is All I Have"      |         |  |
| 5.             | "Our Anniversary"            |         |  |
| 6.             | "Turn Off the Lights"        |         |  |
| 7.             | "A Million Ways to Love You" |         |  |
| 8.             | "Show You"                   |         |  |
| 9.             | "My Baby"                    |         |  |
| 10.            | "Oooh Wee"                   |         |  |
| 11.            | "Say"                        |         |  |
| 12.            | "Whisper"                    |         |  |
| Duração total: | Duração total:               | 46:21   |  |

## Pessoal
Credits for Love, Charlie adaptado de Allmusic .
| - Clarice Bell-Strayhorn - Composer - Dennis Bettis - Composer - Jacki Brown - Grooming, Hair Stylist - Jimmy Burney - Composer - Josh Cheuse - Art Direction, Design - Kamilah Chevel - Vocals (Background) - Rob Chiarelli - Mixing - Carl M. Days Jr. - Composer - DJ Wayne Williams - A&R - Emile Ghantous - Composer, Editing, Engineer, Producer, Vocal Arrangement - Dominic Gomez - Composer, Vocal Arrangement - Eric Grant - Composer - Denise Hudson - Vocals (Background) - The Insomniax - Programming - Tom Kahre - Mixing Assistant - Lance Tolbert - Bass, Composer, Piano, Programming - Marlon McClain - Guitars | - Wirlie Morris - Composer, Editing, Engineer, Producer, Programming, Vocal Producer, Vocals (Background) - Erik Nelson - Bass, Composer, Guitars, Producer, Vocal Arrangement - Greg Pagani - Composer, Editing, Engineer, Producer, Programming - Michael Paran - A&R, Composer, Production Coordination - Aliesh Pierce - Grooming, Hair Stylist - Herb Powers, Jr. - Mastering - Brinson Poythress - Guitars - Edwin "Lil Eddie" Serrano - Composer, Vocals (Background) - William Serrano - Composer - Charlie Singleton - Composer, Engineer, Producer, Vocals (Background) - James R. Smith - Composer - Randee St. Nicholas - Photography - Keith Sweat - Featured Artist - Pamela Watson - Stylist - Charlie Wilson - Composer, Executive Producer, Primary Artist, Producer, Vocal Arrangement, Vocals, Vocals (Background) - Mahin Wilson - A&R, Composer |

## Gráficos
| Chart (2013)                            | Peak position |
| --------------------------------------- | ------------- |
| Estados Unidos (Billboard 200)          | 4             |
| Estados Unidos (Top R&B/Hip Hop Albums) | 1             |

| Chart (2013)                          | Position |
| ------------------------------------- | -------- |
| US Billboard 200                      | 180      |
| US Top R&B/Hip-Hop Albums (Billboard) | 34       |